# Cantuaria isolata
Cantuaria isolata là một loài nhện trong họ Idiopidae.
Loài này thuộc chi Cantuaria. Cantuaria isolata được Raymond Robert Forster miêu tả năm 1968.